# 馬京達瑙省
馬京達瑙省（英文：Maguindanao），為菲律賓民答那峨穆斯林邦薩莫洛自治區已經廢止的的一省，下轄31個自治市，面積7,172平方公里，人口1,273,715人（2007年）。2022年公投後劃分為北馬京達瑙省和南馬京達瑙省。
2009年11月23日該省發生一起政治屠殺，馬京達瑙省南部的安帕圖安鎮副鎮長埃斯梅爾·曼古達達圖圖（Esmael Mangudadatu）參選省長，當日他的家人在遞交參選申請時連同隨行記者等多人遭擄走並殺害，死亡人數達到58人。